# Provincia de Vestmania
Vestmania (en sueco: Västmanland) es una de las 21 provincias que conforman Suecia. Cuenta con un gobierno civil o länsstyrelse, el cual es dirigido por un gobernador nombrado por el gobierno. También posee una diputación provincial o landsting, la cual es la representación municipal nombrada por el electorado del provincia.

## Historia
La Junta Administrativa de la provincia, que es la máxima autoridad estatal, fue introducida en 1634. En el transcurso del siglo XX, varias de las tareas anteriores de la Junta Administrativa fueron transferidas a autoridades independientes. Además, otras agencias gubernamentales recibieron departamentos de nivel provincial. Entre tanto, el papel de la junta administrativa ha cambiado, y ahora no solo debe representar el poder del estado en la provincia, sino también salvaguardar los intereses de la provincia frente al estado y promover el desarrollo de la vida comercial de la provincia.
Desde el siglo XVII hasta la década de 1950, la junta administrativa de la provincia consistió en dos departamentos principales: oficina de tierras y oficina de provincia. La oficina de la provincia se dedicó a la administración de impuestos, la oficina de tierras a todos los demás asuntos.
A partir de 1953, la Oficina de Tierras se dividió en varias secciones.

## Política y Gobierno
El objetivo principal de la Junta Administrativa Comarcal es cumplir los objetivos fijados en la política nacional por el Riksdag y el Gobierno, coordinar los intereses de la comarca, promover el desarrollo de la comarca, establecer objetivos regionales y salvaguardar el debido proceso legal en la tramitación de cada caso. El Consejo Administrativo del Condado es un organismo gubernamental dirigido por un gobernador. Véase la lista de gobernadores de Vestmania.
El Consejo Comarcal de Vestmania o Landstinget Västmanland.

## Municipios
|  | - Arboga - Fagersta - Hallstahammar - Kungsör - Köping - Norberg - Sala - Skinnskatteberg - Surahammar - Västerås |